# Stockholm Norra
Stockholm Norra var en svensk rockgrupp från Stockholm som tillhörde proggrörelsen. Gruppen bildades våren 1977.
Medlemmar var Tore Berger (sång, klarinett), Leif Nylén (trummor) och Torkel Rasmusson (sång, saxofon, kompgitarr) från den 1974 upplösta gruppen Blå Tåget samt Ola Backström (gitarr, klaviatur) och Sigge Krantz (bas, gitarr). De gav ut albumet Stockholm Norra (MNW 84P) 1978 samt singeln "Vad önskar du dig för nånting i julklapp?" / "Den nyaste regeringen" (MNW 52S).

## Medlemmar
- Ola Backström – gitarr, klaviatur
- Tore Berger – sång, klarinett
- Sigge Krantz – basgitarr, gitarr
- Leif Nylén – trummor
- Torkel Rasmusson – sång, saxofon, kompgitarr

## Diskografi
Album
- 1978 – Stockholm Norra (MNW 84P)

Singlar
- 1978 – "Vad önskar du dig för nånting i julklapp" / "Den nyaste regeringen" (MNW 52S)